# 丹羽清之助
丹羽 清之助（にわ せいのすけ）は日本の行政官。元人事院事務総長、元財団法人日本人事行政研究所理事長。2006年瑞宝重光章受章。

## 人物
北海道出身。一橋大学を卒業し、1961年人事院入庁。
人事院人事課長を経て、1988年同給与局次長、1990年同公平局長、1991年同管理局長、1993年同給与局長。
1994年の細川内閣の突然の総辞職により、予算成立の見通しもたたないまま、各省庁において新設予定だった管理職ポストができず、管理職手当が支給されないという異例の事態にあたった。
1995年人事院事務総長、1996年退官。財団法人日本人事行政研究所理事長等も務めた。
2006年瑞宝重光章受章。
2021年5月22日死去。叙正四位。

## 論文等
- 「勤労者の定年退職後の生計収支の推計 」経済分析（通号 75）（1979.6）
- 「60年人事院勧告の内容と特徴」労働法学研究会報.36（34）（1985.09.20）
- 「 国家行政研修25周年<特集> 」人事院月報.45（2）（1992.02）